# Kobzar, Vasîlkivka
Kobzar (în ucraineană Кобзар) este un sat în comuna Pavlivka din raionul Vasîlkivka, regiunea Dnipropetrovsk, Ucraina.

## Demografie
Componența lingvistică a localității Kobzar
     Ucraineană (95,83%)
     Rusă (4,17%)
Conform recensământului din 2001, majoritatea populației localității Kobzar era vorbitoare de ucraineană (95,83%), existând în minoritate și vorbitori de rusă (4,17%).